# Copa Warren
La copa Warren es un antiguo recipiente de plata que data del Imperio romano. Es única por estar decorada con dos representaciones homoeróticas —dos actos sexuales explícitos entre hombres— de gran calidad artística. Es conocida por el nombre de su primer dueño en la época moderna, el coleccionista y escritor estadounidense Edward Perry Warren, quien la compró a un vendedor de la ciudad de Jerusalén en 1911.
Dicho comerciante dijo que el objeto había sido encontrado junto a monedas de la dinastía Julio-Claudia, del siglo i d. C. Desde 1999, la copa ha estado en manos del Museo Británico. En 2004, el Departamento de Conservación, Documentación y Ciencia del museo expuso en dos informes las conclusiones obtenidas acerca de las características químicas de la copa, así como su estado de conservación.
En 2008, M. T. Marabini Moevs, en un artículo del Bollettino d'Arte, cuestionó su autenticidad y afirmó que se trata de un objeto hecho por orfebres modernos a pedido del arqueólogo y comerciante Fausto Benedetti.

## Historia

### Manufactura
La copa Warren probablemente fue el encargo de un cliente romano a un artesano griego del primer siglo d. C., quizá durante el reinado de influencia helenística de Nerón. El recipiente constaba de cinco partes: 
- El cuenco exterior principal, finamente repujado desde dentro y posteriormente cincelado con las figuras en bajo relieve.
- Un cuenco interior liso de una lámina de plata más gruesa con un borde macizo, que hace más fácil tanto el uso como la limpieza de la copa.
- Un pie hueco soldado a la base de plata maciza.
- Dos asas que ahora están perdidas, pero que pueden intuirse al observar otros skyphos similares que han permanecido intactos.[2]

Este tipo de copas era usado en banquetes y fiestas. Al parecer, se elaboraban por parejas según un diseño común para que fuesen empleadas por matrimonios o amantes; en este caso, solo se conserva una. La copa presenta signos de haber sido usada durante mucho tiempo, como el ya citado extravío de las asas y la pérdida del dorado que se había aplicado a algunos de los detalles. Sin embargo, aun así, el estado de conservación de la pieza es óptimo.

### Iconografía

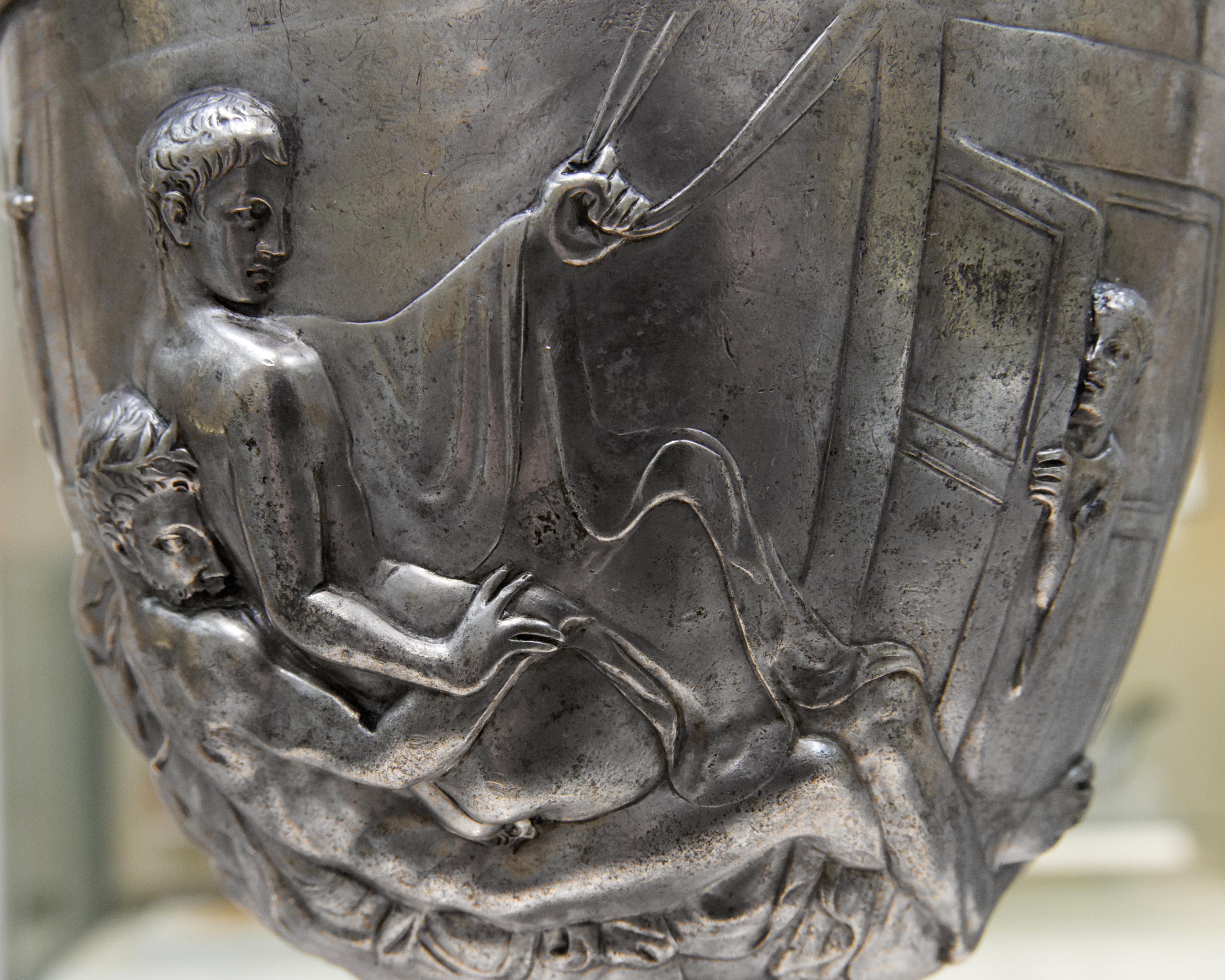
Detalle de la copa Warren, lado A.

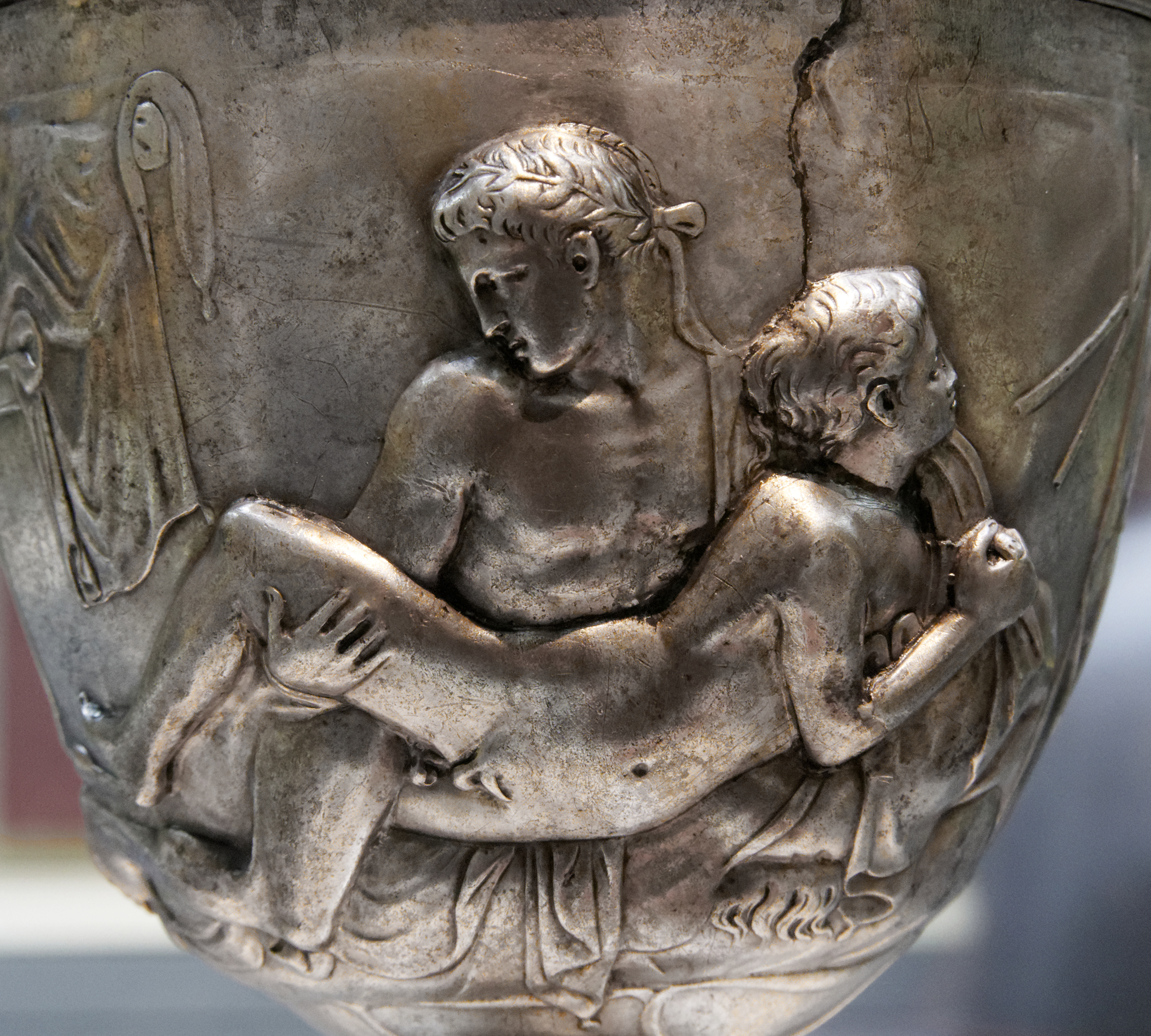
Detalle de la copa Warren, lado B.

La representación de actos sexuales en el arte romano es muy corriente, aunque han conservado muchas más escenas heterosexuales que homosexuales, lo que aumenta la singularidad de esta pieza. 
Uno de los lados tiene la representación de una pareja practicando el sexo anal, en la cual un hombre con barba (erastés, sodomita o participante activo) está recostado con un joven (erómenos, catamita o participante pasivo) sentado sobre él, usando una cuerda que cuelga del techo para mantener el equilibrio. Mientras que un chico, posiblemente un esclavo, observa clandestinamente tras una puerta. La presencia de alguien espiando enfatiza la privacidad del acto; la acción del voyeurismo implica un estatus inferior de esclavo según la mentalidad romana.
El otro lado de la copa tiene otra representación de cópula anal, en la cual un hombre joven sin barba penetra por detrás a un chico más joven que se encuentra tumbado lateralmente. 
Ambas escenas incluyen lechos, telas plegadas en el fondo e instrumentos musicales, una lira en la primera y un aulos en la segunda. Esto, unido a la cuidadosa delimitación de papeles sexuales según las edades y al hecho de que los hombres lleven sendas coronas de laurel, indica convenciones griegas, lo que hace pensar que fue utilizada por una élite romana culturalmente helenizada.

### Aparición
Warren adquirió la copa a un comerciante en Roma en 1911 por 2.000 £. Se dice que fue encontrada en Bittir (antigua Bethther), junto a Jerusalén, con monedas del emperador Claudio. Si es así, es probable que fuera escondida durante la primera guerra judeo-romana por su antiguo propietario como depósito secreto y que nunca fuera recobrada, y no perdida o depositada en una tumba.

### Controversia
La copa no recibió análisis de expertos hasta 1993 debido a la controversia del tema representado, aunque esto no ha sido infrecuente. Durante siglos, al menos desde el tiempo de los escritos de Johann Joachim Winckelmann, los objetos artísticos con representaciones homoeróticas que sobrevivieron a la censura solo fueron objeto de tráfico en mercados clandestinos para colecciones privadas de interesados en el tema.
En los años 1950, la aduana de Estados Unidos denegó el permiso para la entrada de la copa y varios museos, incluido el Museo Británico, rechazaron comprarla por considerarla inexhibible.
En los años 1980, debido a que hubo un cambio general en la actitud social hacia la homosexualidad y que además la epidemia del sida mató a algunos de los más destacados coleccionistas de este tipo de objetos, varias de estas obras de arte salieron a la luz, ya no en mercados clandestinos, sino exhibidas en museos y exposiciones públicas. La copa fue prestada por su propietario para su exhibición en exposiciones del Museo de arte antiguo de Basilea y el Museo Metropolitano de Nueva York, donde fue admirada por el gran público por primera vez en siglos. Así la expectación causada por estas obras al ser exhibidas y la necesidad de los mercados de arte por tasar estas piezas incrementaron la atención de los estudiosos por ellas.

### Museo Británico
La copa fue adquirida por su actual propietario, el Museo Británico, en 1999 por 1 800 000£, con aportes de los fondos Heritage Lottery Fund y el National Art Collections Fund, para evitar que saliera al extranjero. Este ha sido el mayor desembolso producido por un solo objeto y el más alto de los ofrecidos desde los años 1950.
Fue exhibida en la sala 3 del museo desde el 11 de mayo hasta el 2 de julio de 2006 en la exposición titulada La copa Warren: Sexo y sociedad en las antiguas Grecia y Roma. El conservador del museo, Dyfri Williams, dijo de la exposición: «Queremos mostrar este fantástico objeto en un contexto en el que podamos entender las actitudes hacia la sexualidad en la época en la que fue fabricado. Estos objetos nos parecen extraordinarios ahora, pero hubo muchos objetos así de uso común, así como pinturas y mosaicos en los baños de las casas particulares enseñando imágenes similares». 
Desde el 1 de diciembre de 2006 hasta el 21 de enero de 2007, fue cedida para una exposición en el Museo de Yorkshire.
Desde 2010, ha sido expuesta en la sala 70 (Roman Empire, 'Imperio romano') del Museo Británico formando parte de la exposición A History of the World in 100 objects, 'Una historia del mundo en 100 objetos'.